# Noskovačka Dubrava
Noskovačka Dubrava – wieś w Chorwacji, w żupanii virowiticko-podrawskiej, w gminie Čađavica. W 2011 roku liczyła 59 mieszkańców.